# Bienentee
Unter Bienentee versteht der Imker einen Kräuterzusatz für das Winterfutter des Bienenvolkes.
Es existieren verschiedene Rezepturen, wobei die wohl bekannteste von Guido Sklenar stammen dürfte. Sie besteht zu gleichen Teilen aus Zitronenmelisse, gemeiner Schafgarbe, gemeinem Wermut, echter Kamille und Polei-Minze. 50 g dieser Mischung werden mit kochendem Wasser übergossen und 15 Minuten lang ziehen gelassen. Anschließend wird der Tee ins Futter, bestehend aus 15 kg Zucker und 15 l Wasser, abgeseiht.

## Quelle
- Sklenar, Guido, „Imkerpraxis“, 9. Auflage, S. 81